# Stella Gonet
Stella Gonet, född 8 maj 1960 i Greenock, Skottland, är en skotsk skådespelare. Gonet är främst känd för rollen som Beatrice Eliott i TV-serien Huset Eliott.
På teaterscenen har hon bland annat spelat Ofelia mot Daniel Day-Lewis som Hamlet i Royal National Theatres uppsättning av Hamlet.
Stella Gonet är gift med skådespelaren Nicholas Farrell.

## Filmografi i urval
- 1991–1994 – Huset Eliott (TV-serie)
- 2002 – Nicholas Nickleby
- 2004 – Morden i Midsomer (TV-serie)
- 2004 – Foyle's War (TV-serie)
- 2005 – Kommissarie Lynley (TV-serie)
- 2007 – Övertalning (TV-film)
- 2017 – The Crown (TV-serie)